# دانشگاه آزاد اسلامی واحد علوم و تحقیقات سمنان
دانشگاه آزاد اسلامی واحد علوم و تحقیقات سمنان در مهر ۱۳۸۹ با سه رشته ارشد مکاترونیک، مدیریت بازگانی، و مهندسی مکانیک تبدیل انرژی در شهر سمنان آغاز به‌کار کرد.
این واحد در مهر ۱۳۹۰ موفق به اخذ ۱۲ رشته دیگر از تکمیل ظرفیت واحد علوم و تحقیقات همچون رشته مهندسی معماری، مدیریت اجرایی، حسابداری، حقوق جزا و حقوق خصوصی، روان شناسی بالینی و عمومی، توسعه اقتصادی و برنامه ریزی، مدیریت مالی، آموزش زبان انگلیسی، مهندسی برق-قدرت مهندسی تکنولوژی نرم‌افزار کامپیوتر شد و تلاش دارد در راستای اهداف متعالی واحد علوم و تحقیقات گام بردارد.

## ماموریت شعبه
تمرکز بر دستیابی به اعضای هیت علمی برجست و کیفی جهت تولید و توسعه متوازن فعالیت‌های آموزشی و پژوهشی
پاسخگویی به نیازهای تحقیقاتی در سطح ملی و بین‌المللی با انجام تحقیقات کاربردی و محصول محور
تربیت نیروی انسانی خلاق و دانش آفرین و صدور آن در سطح مختلف به عنوان یک دانشگاه یاد گیرنده و یاد دهنده
تبین خط مش‌های مناسب در جهت پاسخگویی به مسئولیت‌های اجتماعی